# Temelucha picticollis
Temelucha picticollis är en stekelart som först beskrevs av Hellen 1949.  Temelucha picticollis ingår i släktet Temelucha och familjen brokparasitsteklar. Inga underarter finns listade i Catalogue of Life.